# Gare de Fontenay-le-Fleury
Pour les articles homonymes, voir Gare de Fontenay.
La gare de Fontenay-le-Fleury est une gare ferroviaire française de la ligne de Saint-Cyr à Surdon, située sur le territoire de la commune de Fontenay-le-Fleury, à proximité de celle de Bois-d'Arcy, dans le département des Yvelines, en région Île-de-France.
C'est une gare de la Société nationale des chemins de fer français (SNCF) desservie par les trains de la ligne N du Transilien (réseau Paris-Montparnasse).

## Situation ferroviaire
Établie à 155 m d'altitude, la gare de Fontenay-le-Fleury est située au point kilométrique (PK) 24,258 de la ligne de Saint-Cyr à Surdon, entre les gares de Saint-Cyr et de Villepreux - Les Clayes.

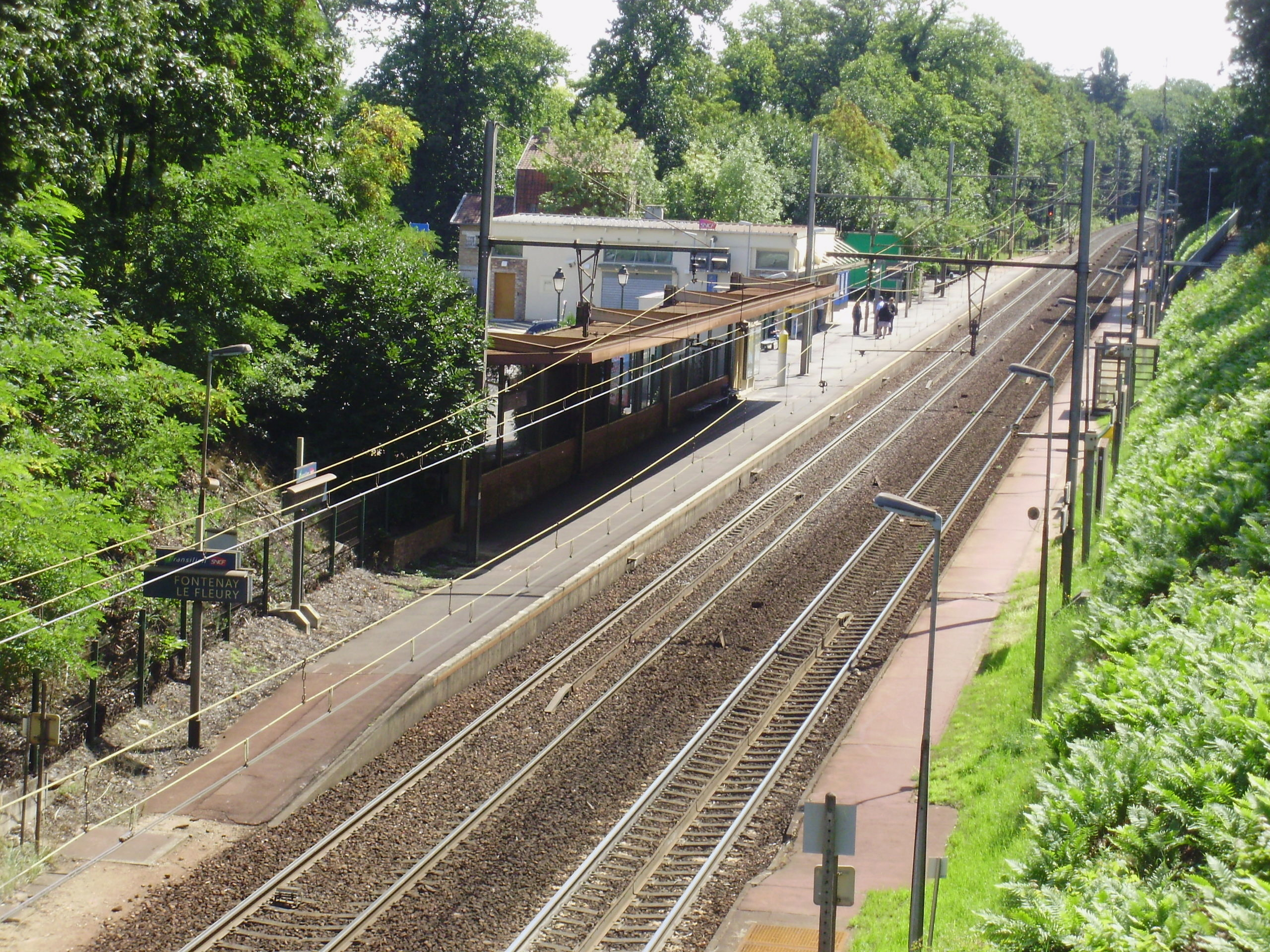
Vue d'ensemble depuis le pont routier de la route D 127 à l'ouest de la gare.

## Histoire
La ligne est mise en service le 15 juin 1864 avec l'ouverture de la voie entre la gare de Saint-Cyr et la gare de Dreux.
La gare a été rénovée en 1972 à l'occasion de l'électrification de la ligne et en raison du fort accroissement de la population qui a démarré dans les années 1950. Un double bâtiment fut ajouté offrant une surface cinq fois supérieure à l'ancienne gare. Un souterrain fut également mis en place pour remplacer une passerelle qui reliait la commune de Fontenay-le-Fleury au plateau de Bois-d'Arcy. Cette dernière dut être retirée pour laisser passer les lignes électriques.
La halte-gare, datant de 1932, a été conservée bien que n'ayant plus aucun rôle dans le fonctionnement du service. La municipalité étudie actuellement les possibilités de revaloriser et de réinvestir ce bâtiment.
En 2010, la gare a été rénovée au niveau du quai en direction de Paris (voie 2), le bâtiment voyageurs remanié ainsi que les accès et d'autres installations. Cette opération de réaménagement complet de la gare s'est terminée par une dernière tranche de travaux, réalisée entre les 4 mai et 24 juillet 2015, principalement par le rehaussement du quai en direction de Dreux (voie 1). Dans la gare de Fontenay-le-Fleury, les quais étaient à 36 cm de hauteur. Les travaux ont permis de ramener cette valeur à un niveau identique à celui des autres quais de la ligne.
En 2011, 1 900 voyageurs ont pris le train dans cette gare chaque jour ouvré de la semaine.

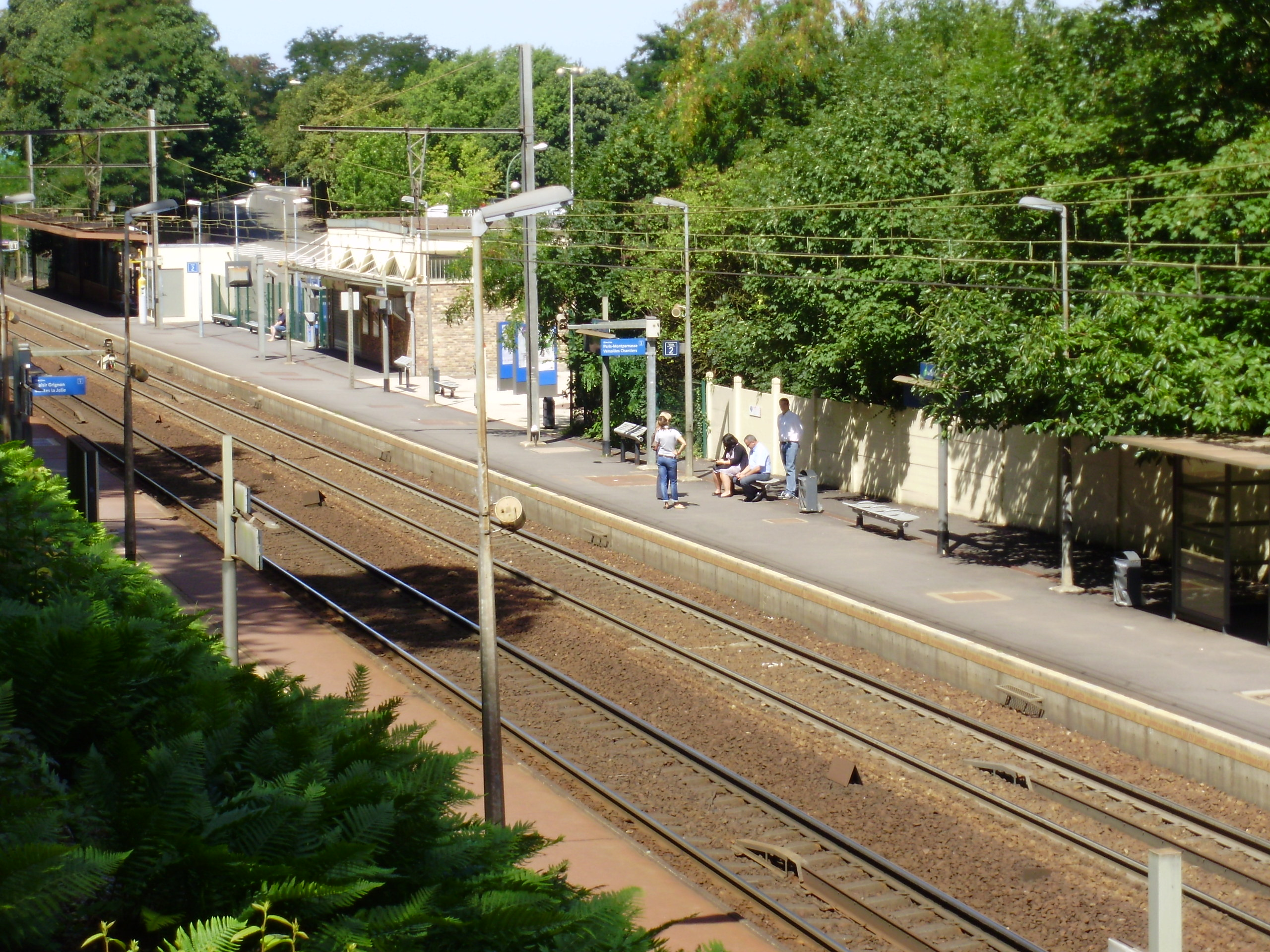
Quai pour Paris-Montparnasse, vu depuis le chemin de la chapelle Saint-Jean au sud des voies.

Depuis 2017, la gare porte en sous-titre le nom de Bois-d'Arcy, commune dont le territoire est au sud de la voie ferrée.
En 2019 et durant les quatre années précédentes, la fréquentation annuelle de la gare s'élève, selon les estimations de la SNCF, aux nombres indiqués dans le tableau ci-dessous.
| Année     | 2019      | 2018      | 2017      | 2016      | 2015      |
| --------- | --------- | --------- | --------- | --------- | --------- |
| Voyageurs | 3 165 988 | 2 800 672 | 2 498 898 | 2 181 172 | 1 894 635 |

## Service des voyageurs

### Accueil
Gare SNCF, elle dispose d'un bâtiment voyageurs avec guichet adapté pour les personnes handicapées, d'automate Transilien, du système d'information sur les circulations des trains en temps réel et de boucles magnétiques pour personnes malentendantes.
Elle est équipée de deux quais latéraux : le quai 1 dispose d'une longueur utile de 224 m pour la voie 1 et le quai 2 d'une longueur utile de 206 m pour la voie 2. Le changement de quai se fait par un passage souterrain.

### Desserte
En 2012, la gare est desservie par des trains de la ligne N du Transilien (branche Paris - Plaisir - Mantes-la-Jolie), à raison d'un train toutes les 30 minutes, sauf aux heures de pointe où la fréquence est d'un train toutes les 15 minutes.
Le temps de trajet est d'environ 37 minutes depuis Mantes-la-Jolie, 10 minutes depuis Plaisir - Grignon et de 32 minutes à 34 minutes depuis Paris-Montparnasse.

### Intermodalité
La gare est desservie par les lignes 6240, 6241 et 6243 du réseau de bus du Grand Versailles. La nuit, la gare est desservie par la ligne N160 du réseau Noctilien.
Un parking pour les véhicules et les vélos y est aménagé.

## Galerie de photographies

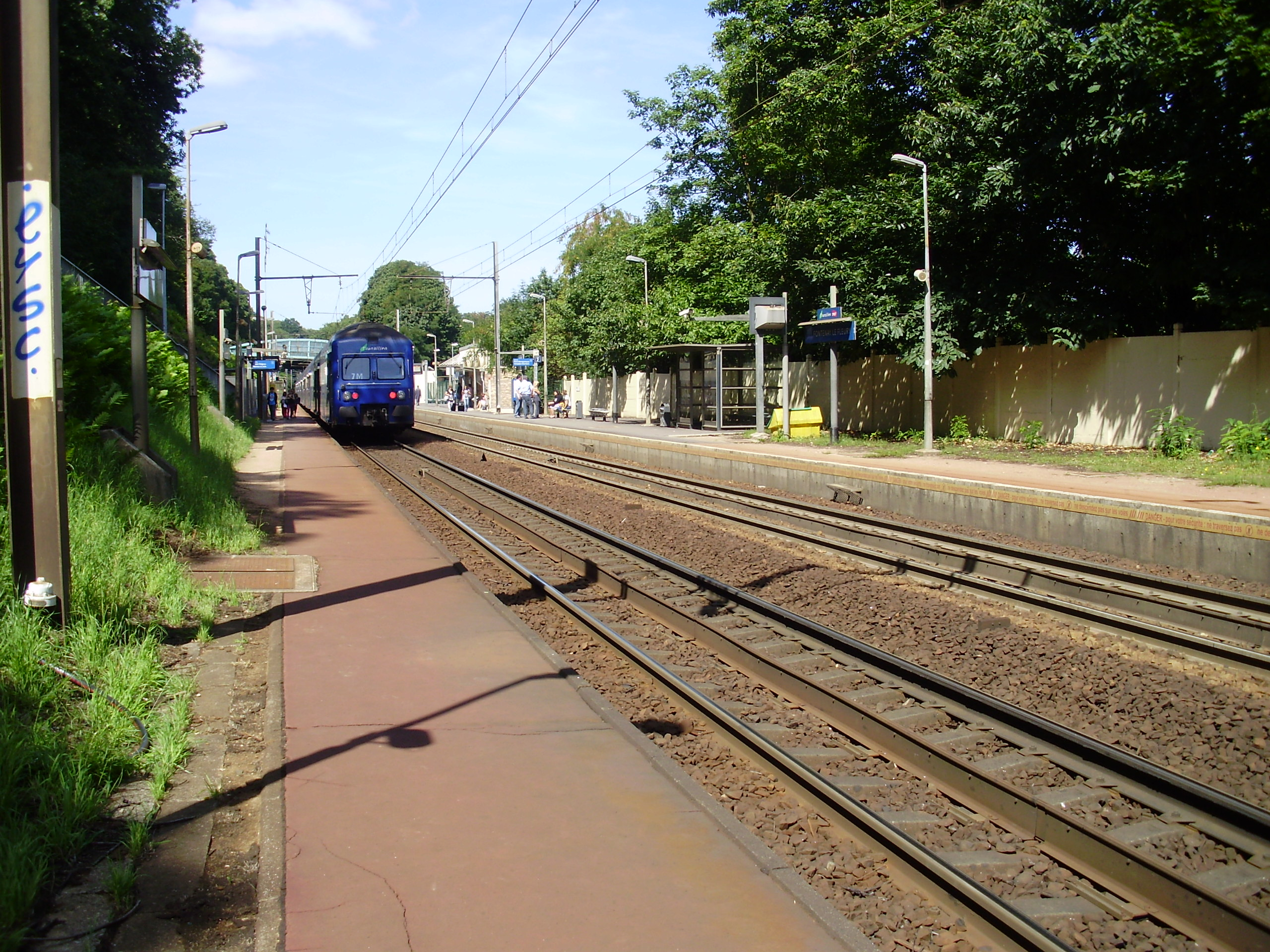
Train en partance vers Mantes-la Jolie.
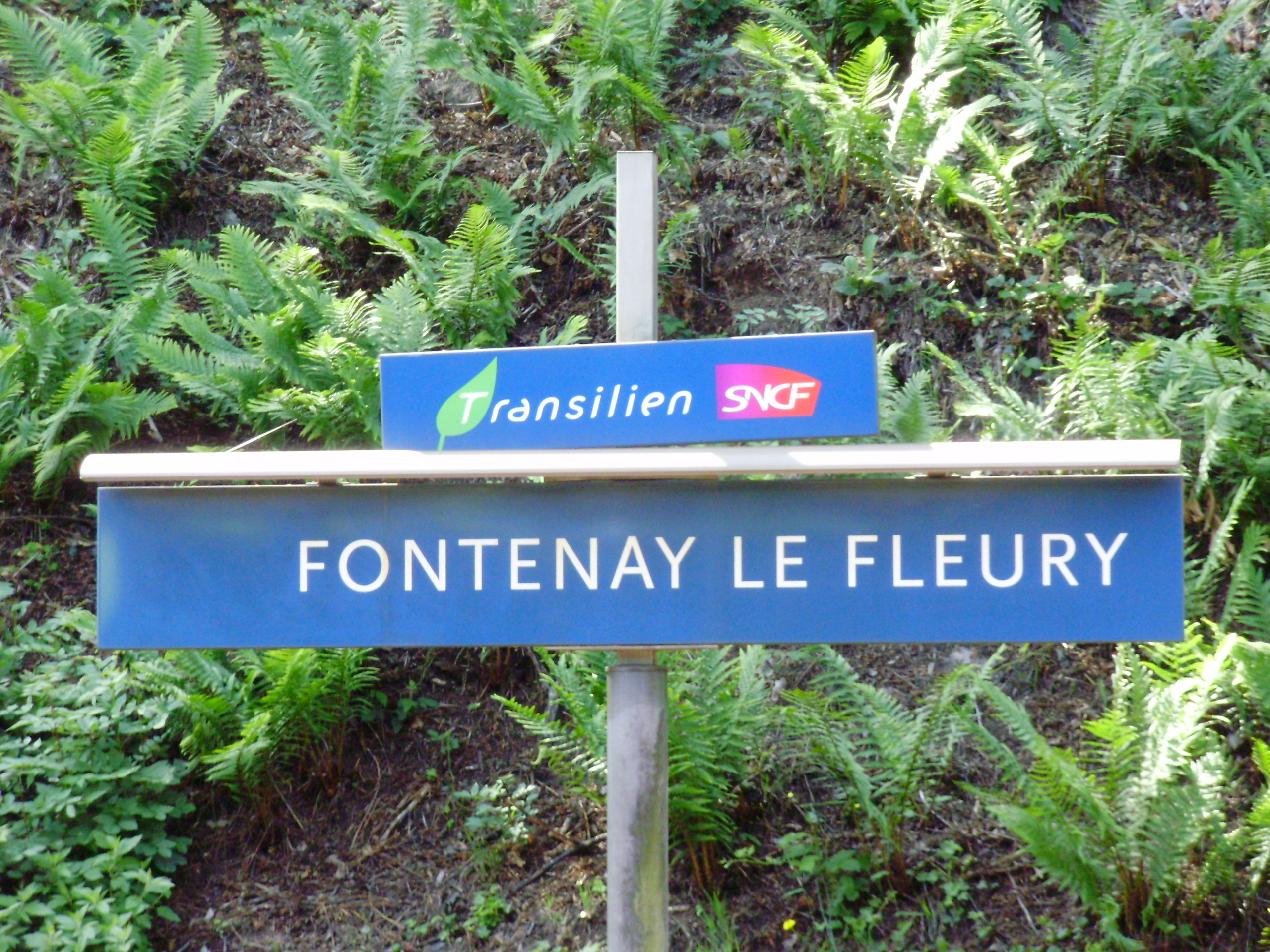
Panneau indiquant le nom de la gare.
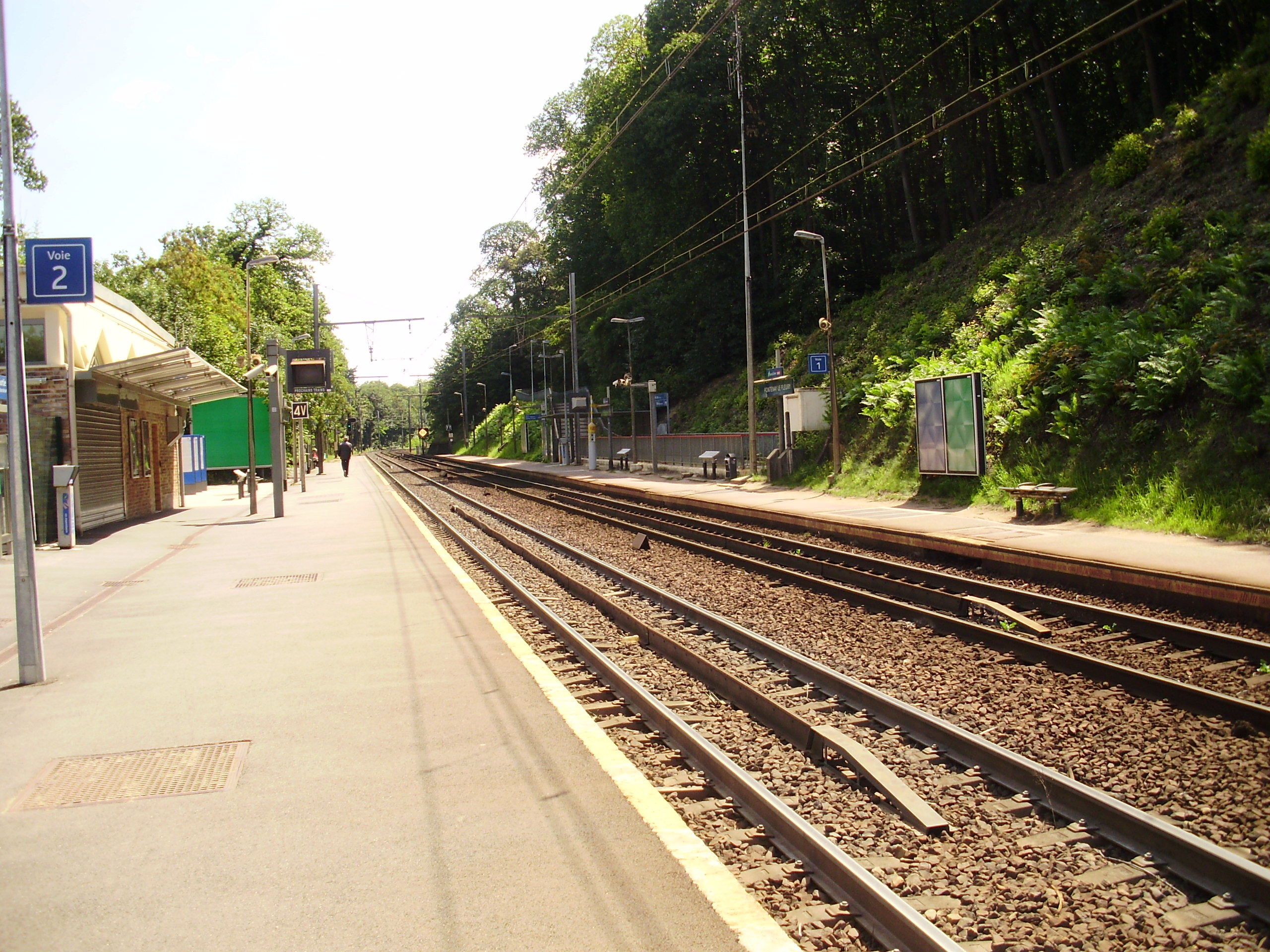
Quais et voies en regardant vers Saint-Cyr depuis le milieu du quai pour Paris-Montparnasse.